# Вогульцы
Вогульцы — деревня в Фалёнском районе Кировской области. 

## География
Находится у реки Святица на расстоянии примерно 33 километра по прямой на юг от районного центра поселка Фалёнки.

## История
Известна с 1717 года, когда в ней было учтено 10 жителей, в 1769 году — 40 жителей. В 1873 году отмечено 29 дворов и 246 жителей, в 1905 году — 18 дворов и 71 житель, в 1926 году — 70 дворов и 146 жителей, в 1950 году — 239 дворов и 451 житель. В 1989 году было 760 жителей. Долгое время деревня существовала в виде двух населённых пунктов: деревня Большие Вогульцы, в 1 км от нее Малые Вогульцы. Альтернативное название (в XIX веке) — Котята. До 2020 года входила в Талицкое сельское поселение Фалёнского района, ныне непосредственно в составе Фалёнского района.

## Население
В 2002 году постоянное население деревни составляло 227 человек (русские 91%), в 2010 году — 89 человек.